# Helmut Stegmann (Journalist)
Helmut Stegmann (* 1938; † März 1997 in Seeshaupt) war ein deutscher Journalist.

## Leben
Stegmann war Absolvent der Deutschen Journalistenschule und dann sieben Jahre Sportjournalist beim Münchner Merkur. Mit Gründung des Ablegers tz im Jahr 1968 wechselte er als Ressortleiter zu dem neuen Boulevardblatt und wurde 1973 dessen Chefredakteur. Den Posten teilte er sich zeitweise mit Hans Riehl.
Er war zudem lange Jahre Vorsitzender des Vereins Münchner Sportpresse sowie Mitglied im Sportbeirat der Stadt München und im Verband Deutscher Sportjournalisten. 25 Jahre lang lehrte er an der Deutschen Journalistenschule und setzte für die Schule das Helmut-Stegmann-Stipendium aus. Nach seinem Tod stiftete die Familie 1999 den mit jährlich 5.000 Euro dotierten Helmut-Stegmann-Preis.

## Ehrungen
- Bundesverdienstkreuz
- Bayerische Verfassungsmedaille